# Bilingual (album)
 (juillet 2013).
Si vous disposez d'ouvrages ou d'articles de référence ou si vous connaissez des sites web de qualité traitant du thème abordé ici, merci de compléter l'article en donnant les références utiles à sa vérifiabilité et en les liant à la section « Notes et références ».
Albums de Pet Shop Boys
Alternative
(7 août 1995) Nightlife
(11 octobre 1999)
Singles
1. Before
Sortie : 22 avril 1996
2. Se a vida é (That's the Way Life Is)
Sortie : 12 août 1996
3. Single-Bilingual
Sortie : 11 novembre 1996
4. A Red Letter Day
Sortie : 18 mars 1997
5. Somewhere
Sortie : 23 juin 1997

Bilingual est le 6e album du groupe Pet Shop Boys, édité le 2 septembre 1996 et vendu à plus d'1,5 million d'exemplaires[réf. nécessaire]. L'album contient les titres Before, Se a vida é (That's the Way Life Is), Single-Bilingual, A Red Letter Day et Somewhere. Le 7 juillet 1997, afin de poursuivre son exploitation, l'album est réédité sous le titre Bilingual Special Edition.
Le 6 juin 2001 le groupe décide de ressortir ses six premiers albums studio remasterisés en version Deluxe, Bilingual est accompagné d'un deuxième CD, Further Listening 1995-1997.

## Formats et éditions
La première version en CD, vinyle et cassette audio comporte 12 titres. L'édition limitée Australienne est accompagnée d'une VHS contenant les vidéo-clips, Before, Se a vida é (That's the Way Life Is), Being Boring. La seconde version, éditée le 7 juillet 1997, est une édition limitée de 2 CD regroupant 19 titres (21 pour le Japon). La version remasterisée 2001 est un double CD de 27 titres, dont 15 bonus, enrichi d'un livret de 36 pages dans lequel chaque titre est commenté par les Pet Shop Boys.

## Bilingual
| No  | Titre                                | Auteur                                                                              | Durée |
| --- | ------------------------------------ | ----------------------------------------------------------------------------------- | ----- |
| 1.  | Discoteca                            | Neil Tennant/Chris Lowe                                                             | 4:37  |
| 2.  | Single-Bilingual                     | Neil Tennant / Chris Lowe                                                           | 3:48  |
| 3.  | Metamorphosis                        | Neil Tennant / Chris Lowe                                                           | 4:03  |
| 4.  | Electricity                          | Neil Tennant / Chris Lowe                                                           | 4:58  |
| 5.  | Se a vida é (That's the Way Life Is) | Ademario / Chris Lowe / Negro Do Barbalho / Wellington Epiderme Negra/ Neil Tennant | 4:00  |
| 6.  | It Always Comes as a Surprise        | Neil Tennant / Chris Lowe                                                           | 6:05  |
| 7.  | A Red Letter Day                     | Neil Tennant / Chris Lowe                                                           | 5:10  |
| 8.  | Up Against It                        | Neil Tennant / Chris Lowe                                                           | 4:16  |
| 9.  | The Survivors                        | Neil Tennant / Chris Lowe                                                           | 4:30  |
| 10. | Before                               | Neil Tennant / Chris Lowe                                                           | 4:32  |
| 11. | To Step Aside                        | Neil Tennant / Chris Lowe                                                           | 3:48  |
| 12. | Saturday Night Forever               | Neil Tennant / Chris Lowe                                                           | 3:59  |

### Édition spéciale - CD bonus - Version II
| No | Titre                                                                            | Auteur                                                                               | Durée |
| -- | -------------------------------------------------------------------------------- | ------------------------------------------------------------------------------------ | ----- |
| 1. | Somewhere (Extended mix)                                                         | Leonard Bernstein / Stephen Sondheim                                                 | 10:53 |
| 2. | A Red Letter Day (Trouser Enthusiasts Autoerotic Decapitation mix)               | Neil Tennant / Chris Lowe                                                            | 9:59  |
| 3. | To Step Aside (Brutal Bill mix)                                                  | Neil Tennant / Chris Lowe                                                            | 7:30  |
| 4. | Before (Love to Infinity Classic Paradise mix)                                   | Neil Tennant / Chris Lowe                                                            | 7:56  |
| 5. | The Boy Who Couldn't Keep His Clothes On (Danny Tenaglia International Club mix) | Neil Tennant / Chris Lowe                                                            | 6:06  |
| 6. | Se a vida é (Pink Noise mix)                                                     | Neil Tennant / Chris Lowe / Negro Do Barbalho / Wellington Epiderme Negra / Ademario | 5:37  |
| 7. | Discoteca (Trouser Enthusiasts Adventure Beyond the Stellar Empire mix)          | Neil Tennant / Chris Lowe                                                            | 9:30  |

### Édition Speciale - Titres bonus Japon - Version II
| No | Titre                          | Auteur                    | Durée |
| -- | ------------------------------ | ------------------------- | ----- |
| 8. | Discoteca (PSB Extended Mix)   | Neil Tennant/Chris Lowe   | 7:02  |
| 9. | Paninaro '95 (Tin Tin Out Mix) | Neil Tennant / Chris Lowe | 7:47  |

### Further Listening 1995-1997
| No  | Titre                                                      | Auteur                               | Durée |
| --- | ---------------------------------------------------------- | ------------------------------------ | ----- |
| 1.  | Paninaro 95                                                | Neil Tennant / Chris Lowe            | 4:11  |
| 2.  | In the nignt (1995)                                        | Neil Tennant / Chris Lowe            | 4:18  |
| 3.  | The truck-driver and his mate                              | Neil Tennant / Chris Lowe            | 3:34  |
| 4.  | Hit and miss                                               | Neil Tennant / Chris Lowe            | 4:08  |
| 5.  | How I learn to hate rock 'n' roll                          | Neil Tennant / Chris Lowe            | 4:39  |
| 6.  | Betrayed                                                   | Neil Tennant / Chris Lowe            | 5:20  |
| 7.  | Delusions of grandeur                                      | Neil Tennant / Chris Lowe            | 5:04  |
| 8.  | Discoteca (new version) version inédite                    | Neil Tennant / Chris Lowe            | 5:14  |
| 9.  | The calm before the storm                                  | Neil Tennant / Chris Lowe            | 2:49  |
| 10. | Discoteca (new version)                                    | Neil Tennant / Chris Lowe            | 3:48  |
| 11. | The boy who couldn't keep his clothes on                   | Neil Tennant / Chris Lowe            | 6:09  |
| 12. | A Red Letter Day (expanded single version) version inédite | Neil Tennant / Chris Lowe            | 5:36  |
| 13. | The view from the balcony                                  | Neil Tennant / Chris Lowe            | 3:45  |
| 14. | Disco potential                                            | Neil Tennant / Chris Lowe            | 4:08  |
| 15. | Somewhere (extended mix)                                   | Leonard Bernstein / Stephen Sondheim | 10:55 |